# Galtara fasciata
Galtara fasciata là một loài bướm đêm thuộc phân họ Arctiinae, họ Erebidae.